# Tafilalet
Tafilalet , anticamente chiamata Sijilmassa, è una regione storica situata nel Sud-Est del Marocco e faceva parte, dal 1997 al 2015, della regione Meknès-Tafilalet, mentre, dal 2015, fa parte della regione Drâa-Tafilalet. È la più grande oasi del Marocco. Le città principali sono Erfoud, Rissani e Errachidia.
La regione di Tafilalt è stato un nodo fondamentale del commercio trans-sahariano sin dall'epoca medievale. Da essa proviene, nel XVII secolo, la dinastia Alawide, attuale casa regnante del Marocco.
Da questa regione proveniva Tin Hinan, la mitica regina considerata la progenitrice dei Kel Ahaggar (Tuareg del Nord).